# Rosenstraße (Film)
Rosenstraße ist ein Film der deutschen Regisseurin Margarethe von Trotta. Das Drama basiert auf dem sogenannten Rosenstraßen-Protest, der sich 1943 in Berlin zutrug.

## Handlung
Die in New York lebende Ruth hat gerade ihren Mann beerdigt, als sie sich – in einer aus Sicht ihrer Kinder extremen Weise – auf ihre jüdischen Wurzeln zurückbesinnt. Verbitterung hat sich ihrer bemächtigt, die so weit führt, dass sie ihrer Tochter Hannah verbietet, ihren nicht-jüdischen Freund Luis zu heiraten. Während der Trauerzeremonie lernt Hannah eine Cousine ihrer Mutter  kennen, von der sie bisher nichts wusste, und ihr wird klar, dass sie auch über ihre Mutter Ruth und deren Vergangenheit nie etwas erfahren hat. Die jedoch wiegelt ab und vergräbt die Erinnerung in sich.
Nachdem Hannah durch die Cousine ihrer Mutter von einer Frau namens Lena Fischer erfährt, die ihre Mutter während des Zweiten Weltkriegs vor der Ermordung durch die Nationalsozialisten gerettet habe, beginnt sie zu recherchieren. Es gelingt ihr, die Frau – mittlerweile 90-jährig – in Berlin ausfindig zu machen und Kontakt zu ihr aufzunehmen. Ohne zunächst ihre Identität zu offenbaren, befragt sie Lena nach ihren Erlebnissen während der NS-Herrschaft.
So erfährt Hannah nach und nach von den Ereignissen, die sich 1943 in der Berliner Rosenstraße, wo seinerzeit jüdische Männer und Angehörige aus sogenannten Mischehen zusammengetrieben und inhaftiert wurden, zutrugen. Auch Ruth, damals gerade 8 Jahre alt, gehörte zu den Betroffenen, da auch ihre Mutter in der Rosenstraße festgehalten wurde. Völlig auf sich allein gestellt suchte und fand sie Zuflucht bei Lena. Auch diese vermisste ihren Ehemann und versuchte mit Hilfe ihres Bruders Arthur Einfluss auf die Machthaber auszuüben.
Nach und nach kamen immer mehr Ehefrauen vor dem Gebäude in der Rosenstraße zusammen. Dort warteten sie auf die Freilassung ihrer Männer, und verbaler Protest wurde laut. Tatsächlich, so erfährt Hannah, wurden die Inhaftierten am Ende freigelassen. Für einige jedoch kam das glückliche Ende zu spät, da bereits einige der Gefangenen in die Vernichtungslager deportiert worden waren – so auch Ruths Mutter. Ruth blieb zunächst bei Lena, die ihr aber nie erklären konnte, was mit ihrer Mutter geschehen war. Schließlich musste sie Ruth zu ihren Verwandten in die USA schicken.
Durch den Kontakt, den Hannah nach all den Jahrzehnten zu Lena hergestellt hat, nimmt sie eine Vermittlerrolle ein. Mit einem symbolträchtigen Ring aus damaliger Zeit überbringt sie ihrer Mutter die Grüße Lenas und kann auf diese Weise wenigstens einen Teil der Bitterkeit der zurückliegenden Erinnerungen lindern. Der Film endet mit Hannah und Luis, die ihre Hochzeitsfeierlichkeiten nach jüdischer Tradition begehen.

## Hintergründe
Margarethe von Trotta recherchierte mehrere Jahre, um in persönlichen Gesprächen mit Zeitzeugen Geschichten und Hintergründe von Einzelschicksalen in Erfahrung zu bringen, die sie in der Handlung mit fiktiven Figuren verknüpft. Sie selbst bezeichnet Rosenstraße als einen Liebesfilm auf verschiedenen Ebenen, bei dem es zum einen um Ehepartner geht, aber auch um die Liebe zwischen Tochter und Mutter oder Bruder und Schwester.
Die Aufarbeitung der historischen Ereignisse wird im Film von einer Rahmenhandlung umgeben, die sich in der heutigen Zeit abspielt. Dadurch eröffnet sich die Möglichkeit der erzählerischen Reflexion durch die Figur Hannahs, die als Bindeglied zwischen der heutigen Sichtweise und der schmerzhaften Erinnerung der damals Betroffenen fungiert.
Der Hauptanteil der Außendreharbeiten wurde in den großen Freiluftkulissen auf dem Gelände des Studios Babelsberg in Potsdam aufgenommen.
Der Film kam nach Aufführungen bei Filmfestivals in Toronto und Venedig am 18. September 2003 in die deutschen und Schweizer Kinos.

## Kritiken
Trotz zahlreicher Auszeichnungen löste der Film auch teils harsche Kritik von Historikern aus. Sie entzündete sich an einer Tafel zu Beginn des Films, in der eine Authentizität mit den tatsächlichen Ereignissen von 1943 behauptet wird. Wolfgang Benz kritisierte in der Süddeutschen Zeitung: „Unterhaltung, der freie Umgang mit historischem Stoff, ist legitim. Aber im Vorspann den Eindruck zu erwecken, das Gebotene sei authentisch und habe sich so zugetragen, dann die Geschichte auf den Kopf zu stellen und neue Mythen zu erfinden, das ist unredlich und macht Aufklärung zur Klamotte.“ Auch ein Kritiker wie Rüdiger Suchsland urteilte ähnlich: „ROSENSTRASSE bestätigt so ziemlich jeden Einwand, der sich überhaupt gegen Spielfilme über reale Ereignisse während der Nazi-Zeit vorbringen lässt: Er zeigt nicht einen einzigen der über 6 Millionen Toten, er zeigt Nazis nur als harmlose Fratzen, er zeigt nicht die Mörder und die Opfer, sondern die Überlebenden und die Retter.“
Die Historikerin Beate Meyer hat in ihrer ausführlichen Darstellung zum Film zunächst mehrere Fehler aufgezeigt. Es gilt als sicher, dass die überwiegende Mehrheit der in der Rosenstraße festgehaltenen Juden nicht zum Tragen des Judensterns verpflichtet war und ihn auch nicht trug. Ein Gestapobeamter zitiert in diesem Zusammenhang fälschlich aus den Nürnberger Rassegesetzen von 1935; den Status einer privilegierten Mischehe gab es jedoch nicht vor 1938. Die Bedrohung der protestierenden Frauen durch Maschinengewehre und deren „Mörder, Mörder“-Rufe, die als aktive Widerstandshaltung gedeutet werden, sind historisch nicht nachweisbar. Der Film legt eine falsche Fährte, weil er den Abtransport von 25 Männern nach Auschwitz darstellt, ihre Rückkehr jedoch verschweigt. Der Film spart ferner aus, wie es mit den angeblich geretteten Fabian und Lena weitergegangen wäre: Anfang 1945 wurden die jüdischen Ehepartner in den Osten deportiert und entgingen dem Tod nur durch das rasche Vordringen der Roten Armee. Auf die Interpretation der „Fabrikaktion“, nach der 1943 die in der Rosenstraße festgehaltenen jüdischen Ehepartner nur überprüft und danach entlassen werden sollten, wird in dem Film nicht eingegangen. Er lässt offen, warum die Inhaftierten wieder frei gelassen wurden. Als Erklärungsmöglichkeiten bietet er lediglich das Aufsehen, das der Protest erregt, an oder die frei erfundene Intervention von Lena bei dem Minister.
Bei Mischehen überwog die Konstellation, dass – nach Definition der nationalsozialistischen Rassegesetze – der Ehemann jüdisch war. Obwohl die „deutschblütigen“ Ehefrauen relativ häufiger dem Druck nicht standgehalten und die Trennung eingeleitet hätten, projiziert der Film dieses Verhalten auf Ruths Vater und würde die Wirklichkeit verzeichnen. Zusätzlich wird im Film eine feministisch-solidarische Handlung eingefügt, indem die kleine Ruth von Frauen gerettet wird.
Beate Meyer kritisiert, der Film stelle die Utopie eines erfolgreichen Widerstands dar und projiziere zeitgenössische Hoffnungen und Mythen in den historischen Stoff. Der Film lasse den Zuschauer mit der Frage allein, „wie es denn eigentlich zum Judenmord kommen konnte, wenn es doch nur sieben Tage der Standhaftigkeit bedurfte, ihn zu verhindern.“ Die Deportation deutscher Juden und der Holocaust konnten zu diesem Zeitpunkt durch derartige Demonstrationen nicht mehr verhindert werden.

## Auszeichnungen
- 2003: SIGNIS Award – Honorable Mention der Filmfestspiele von Venedig: Margarethe von Trotta
- 2003: UNICEF Award der Filmfestspiele von Venedig: Margarethe von Trotta
- 2003: Coppa Volpi der Filmfestspiele von Venedig: Katja Riemann als Beste Darstellerin
- 2004: David-di-Donatello-Filmpreis: Margarethe von Trotta für den Besten Europäischen Film
- 2004: Bayerischer Filmpreis: Franz Rath für die Beste Cinematografie (Kamerapreis)
- Die Deutsche Film- und Medienbewertung FBW in Wiesbaden verlieh dem Film das Prädikat „besonders wertvoll“.

### Nominationen
- 2003: Europäischer Filmpreis: Katja Riemann als Beste Darstellerin
- 2003: Goldener Frosch bei Camerimage: Franz Rath für Kameraführung